# Standfigur des Memi
In der ägyptischen Sammlung des Roemer- und Pelizaeus-Museum Hildesheim befindet sich die Standfigur des Memi, eine Grabstatue aus dem Alten Reich, späte 6. Dynastie, um 2200 v. Chr. Grabstatuen galten als Ersatzkörper der Verstorbenen. Mit Hilfe solcher Ersatzkörper konnten der Grabherr beziehungsweise die Grabherrin die an der Kultstelle des Grabes dargebrachten Opfer und Gebete entgegennehmen, die ihnen ein ewiges und wohlversorgtes Leben im Jenseits garantieren sollten.

## Fundort
Wilhelm Pelizaeus aus Hildesheim finanzierte zu einem erheblichen Teil die Grabungen von Georg Steindorff (Universität Leipzig) auf dem sogenannten Westfriedhof bei der Cheopspyramide in Gizeh zwischen 1903 und 1907. Durch eine Fundteilung im Jahr 1905 erhielt Wilhelm Pelizaeus zahlreiche Objekte, zu denen auch die Standfigur des Memi gehörte. Diese Funde bildeten einen Teil seiner Privatsammlung in Kairo, die er 1907 seiner Heimatstadt Hildesheim zum Geschenk machte. Die Objekte befinden sich seit 1909 in Hildesheim und werden seit der Eröffnung des Museums im Jahr 1911 dort ausgestellt. Georg Steindorff hatte die Standfigur des Memi zusammen mit einer Sitzfigur des gleichen Mannes im Grab D32+D32A entdeckt. Die Standfigur gelangte anschließend nach Hildesheim. Die Sitzfigur des Memi brachte Georg Steindorff nach Leipzig, wo sie heute im Ägyptischen Museum der Universität Leipzig (Inventarnummer: ÄMUL 2560) zu sehen ist. Beide Statuen befanden sich in einer Nische am Südende der Kultkammer des Memi, die zu einem Baukörper gehörte, der über einer älteren Mastaba errichtet und östlich an die Nachbarmastaba des NeferherniPtah angebaut worden war. Die Sitzfigur des Memi befand sich südlich vor seiner Standfigur. Beide Statuen hatten den Blick nach Osten gerichtet und zeigen eine auffallende Ähnlichkeit.

## Beschreibung und Erhaltungszustand
Der Beamte Memi, der als königlicher „Reinigungspriester“ bezeichnet wird, ist mit vorgesetztem linken Fuß dargestellt. Er steht auf einer rechteckigen, schwarz bemalten Basis, eng angelehnt an eine hohe Rückenplatte. Die Figur wirkt etwas starr, denn sie ist streng achsengerade ausgerichtet. Seine Arme sind entlang der Körperachse ausgestreckt, die Hände zu Fäusten geballt. Das scheinbar zylindrisch ausgeformte „Objekt“, das der Dargestellte scheinbar in Händen hält, könnte ein Stoffamulett sein, oder aber eine Konvention der Bildhauer dieser Zeit, die keine allzu geschlossenen Fäuste ohne „Inneres“ darstellten. Gleichfalls denkbar ist, dass es sich um die bildhauerische Andeutung eines Stabes beziehungsweise eines „Zepters“ handelt, das in Stein nicht dargestellt werden konnte. Die Standfigur ist 87 cm hoch, 24,4 cm breit und 28,3 cm tief. Memi trägt eine schwarze Löckchenperücke und einen dünnen schwarzen Schnurrbart. Von einem breiten Halskragen, der sich heute nur noch als weiße Fläche von der rotbraunen Haut abhebt, sind alle ursprünglich aufgemalten Details verloren. Memi ist mit einem kniekurzen Schurz bekleidet, der typischen Beamtentracht seiner Zeit. Die sorgfältig ausgearbeiteten Längsfalten des Schurzes sind noch einmal quer plissiert und bilden somit ein Zickzack-Muster. Der Gürtel ist besonders sorgfältig gearbeitet, ist an den Enden abgerundet und zeigt eine detaillierte Knotenschließe. Allerdings wird der Gürtel hinter den Armen nicht weitergeführt.
Das Gesicht ist idealisiert mit ernsten Zügen und der Mund lächelt nicht. Die übergroßen Augen sind weit geöffnet und zeigen den für Grabstatuen oft belegten, leicht nach oben gerichteten Blick. Memi schaut über das Diesseits hinaus in ein erhofftes ewiges Leben im Jenseits. Die Statue drückt aus, in welcher idealen Gestalt er im Jenseits weiterleben wollte: alterslos und wohlproportioniert. Auf der Basisoberseite ist vor dem rechten Fuß der Name des Memi ohne Titelangabe vermerkt. Der Titel „Reinigungspriester“ befindet sich nur auf der Leipziger Sitzstatue des Memi. Auch der Architrav des Eingangs der Kultkammer trägt Namen und Titel des Memi. Reinigungspriester ist ein relativ niedriger Beamtenstatus. Die gute Qualität seiner Statue erstaunt daher und spricht für den bisweilen hohen Stand der Handwerkskunst zur Zeit der 6. Dynastie. Trotzdem muss die Figur im Verbund der Massenproduktion von kleinformatigen Statuen gesehen werden, die während der 5./6. Dynastie in Gizeh das Bild der Privatplastik dominierten. Noch heute zeigt sich die Grabstatue in einem relativ guten Erhaltungszustand. Dennoch sind Teile der Nase abgebrochen; Mund, Kinn, die Zehen des linken Fußes und die vordere Basisseite sind ebenfalls ein wenig beschädigt. Die rotbraune Bemalung des Oberkörpers, der Arme und Hände, des Gesichts und der Beine ist dagegen sehr gut erhalten.